# Vrijzinnig-democratische Kamerclub
De Vrijzinnig-democratische Kamerclub was een liberale kamerclub (1897-1901) in de Nederlandse Tweede Kamer; zij was een voortzetting van de Vooruitstrevende Kamerclub onder leiding van Goeman Borgesius. De club telde circa 24 leden; behalve liberalen maakten ook de Volkspartijman Stoffel en de radicaal De Boer er deel van uit. Ook enkele leden van de voormalige 'club-Pyttersen' traden toe. In 1900 trad de als radicaal gekozen Marchant eveneens toe tot de club.
De club steunde op hoofdlijnen het voortuitstrevend liberale beleid van het kabinet-Pierson. Vanaf 1900 ontstonden echter steeds meer spanningen, die begin 1901 leidde tot afsplitsing van de linkervleugel (vrijzinnig-democraten) van de Liberale Unie.
Voorzitter van de vrijzinnig-democratische kamerclub was mr. A. Kerdijk. De Boer en H.L. Drucker waren de overige leden van het bestuur (bureau). Tot de club behoorden ook de ministers Goeman Borgesius en Lely, die beiden het ministerschap combineerden met het Kamerlidmaatschap. Andere bekende leden van de kamerclub waren Heldt, Van Raalte, Smeenge en Veegens.